# الحشرات باعتبارها غذاء

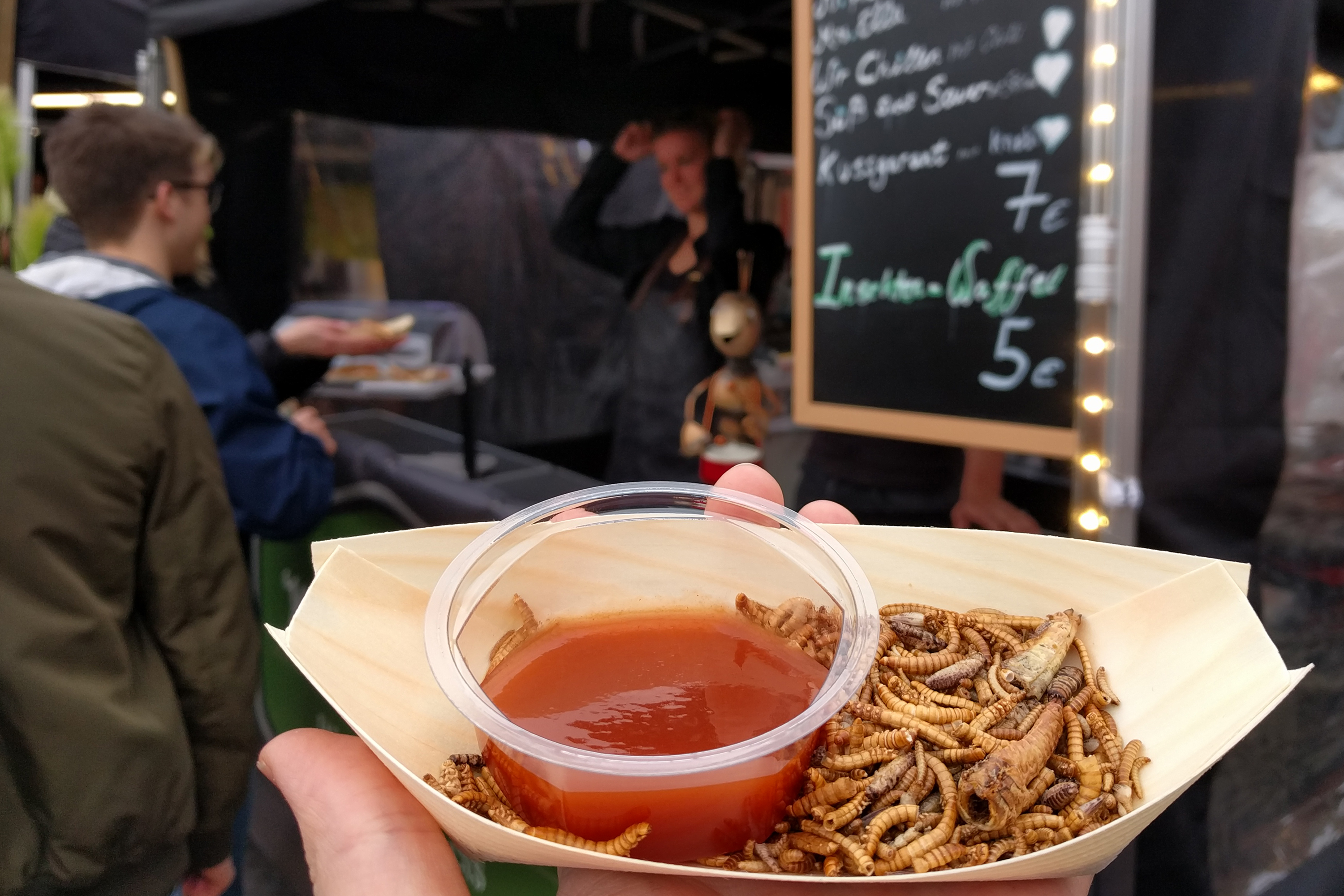
حشرات كاملة ومقلية صالحة للأكل كطعام في الشوارع في ألمانيا.

الحشرات كغذاء أو الحشرات كطعام أو الحشرات الصالحة للأكل هي مصطلحات تُشير إلى أنواع الحشرات التي يمكن استخدامها للاستهلاك البشري. تُقدر الدراسات أن أكثر من ملياري شخص حول العالم يتناولون الحشرات يوميًا. عالميًا، يُعتبر أكثر من 2000 نوع من الحشرات صالحًا للأكل، لكن عددًا أقل منها يُنتج صناعيًا بشكل واسع النطاق ويُصرّح به إقليميًا للاستهلاك الغذائي. تُعد الحشرات مصدرًا غذائيًا غنيًا بالمغذيات، إذ يعتمد محتواها الغذائي على النوع، والعوامل البيئية مثل النظام الغذائي وعمر الحشرة. تتميز الحشرات بتنوع نكهاتها، وتُستهلك عادة إما كاملة أو على شكل مسحوق يُستخدم في إعداد أطباق غذائية أو منتجات مصنّعة مثل البرغر، المعكرونة، أو الوجبات الخفيفة. كما هو الحال مع أي غذاء آخر، يرتبط استهلاك الحشرات ببعض المخاطر الصحية، بما في ذلك الحساسية. بدأت الدول في تطوير أطر تنظيمية جديدة لمراقبة إنتاجها، معالجتها، تسويقها، واستهلاكها.

## السلامة الصحية

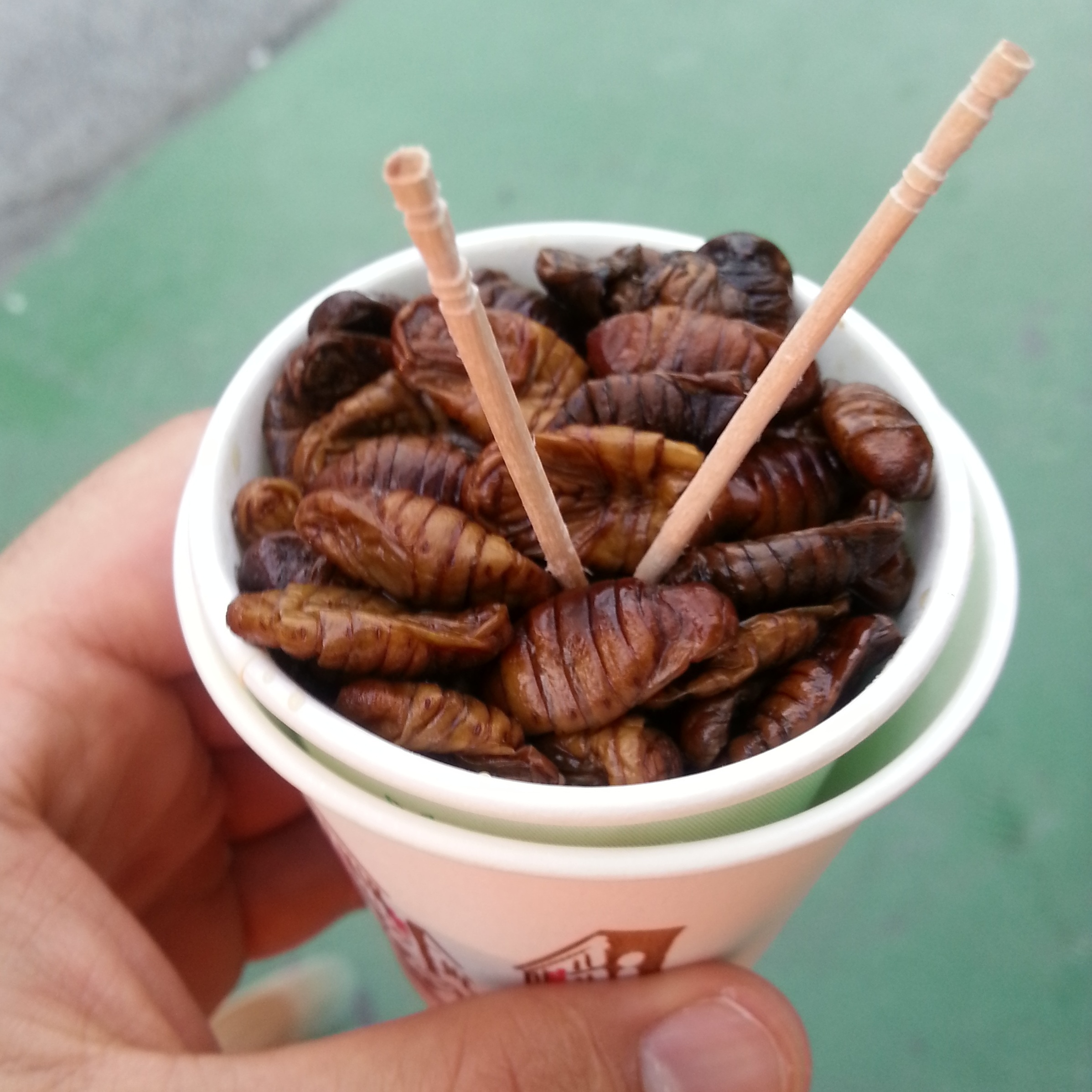
شرانق دودة القز الكاملة المطبوخة على البخار كطعام في الشوارع في كوريا الجنوبية (بيونديجي)

تشمل المخاطر الصحية المرتبطة بالحشرات مخاطر بيولوجية مثل البكتيريا، الفيروسات، الطفيليات، والفطريات، بالإضافة إلى المخاطر السمية مثل السموم، المبيدات الحشرية، المعادن الثقيلة، ومضادات المغذيات. أما المخاطر المرتبطة بالحساسية، فتتعلق ببروتينات مثل أرجينين كيناز وتروبوميوسين وألفا أميليز.
يمثل الكايتين، وهو أحد مكونات الهياكل الخارجية للحشرات، تحديًا إضافيًا؛ إذ يُحفّز إنتاج السيتوكينات في الجهاز الهضمي لدى البشر والثدييات الأخرى. تقوم الإنزيمات بتفكيك الكيتين إلى أجزاء أصغر، مما يُحدث استجابة مناعية قد تؤدي إلى التهابات أو تفاعلات حساسية. يُعتقد أن هذه الاستجابة مرتبطة بعث الغبار، وهو سبب محتمل لالتهاب مجرى الهواء، والطفيليات التي تسبب أمراضًا أخرى.

بوجه عام، تشكل الحشرات التي تُحصد من البرية مخاطر صحية أكبر مقارنة بتلك التي تُربى في المزارع. كما أن استهلاك الحشرات نيئة يزيد من احتمالية التعرض للمخاطر مقارنة بالحشرات المطهية. تُعد ركيزة العلف وظروف النمو من العوامل الأساسية التي تؤثر بشكل كبير على المخاطر الميكروبيولوجية والكيميائية المرتبطة بالحشرات التي تُربى في المزارع. لذا، فإن ضمان جودة العلف ونظافة بيئة التربية يسهم في تقليل هذه المخاطر وتعزيز سلامة المنتج للاستهلاك البشري.

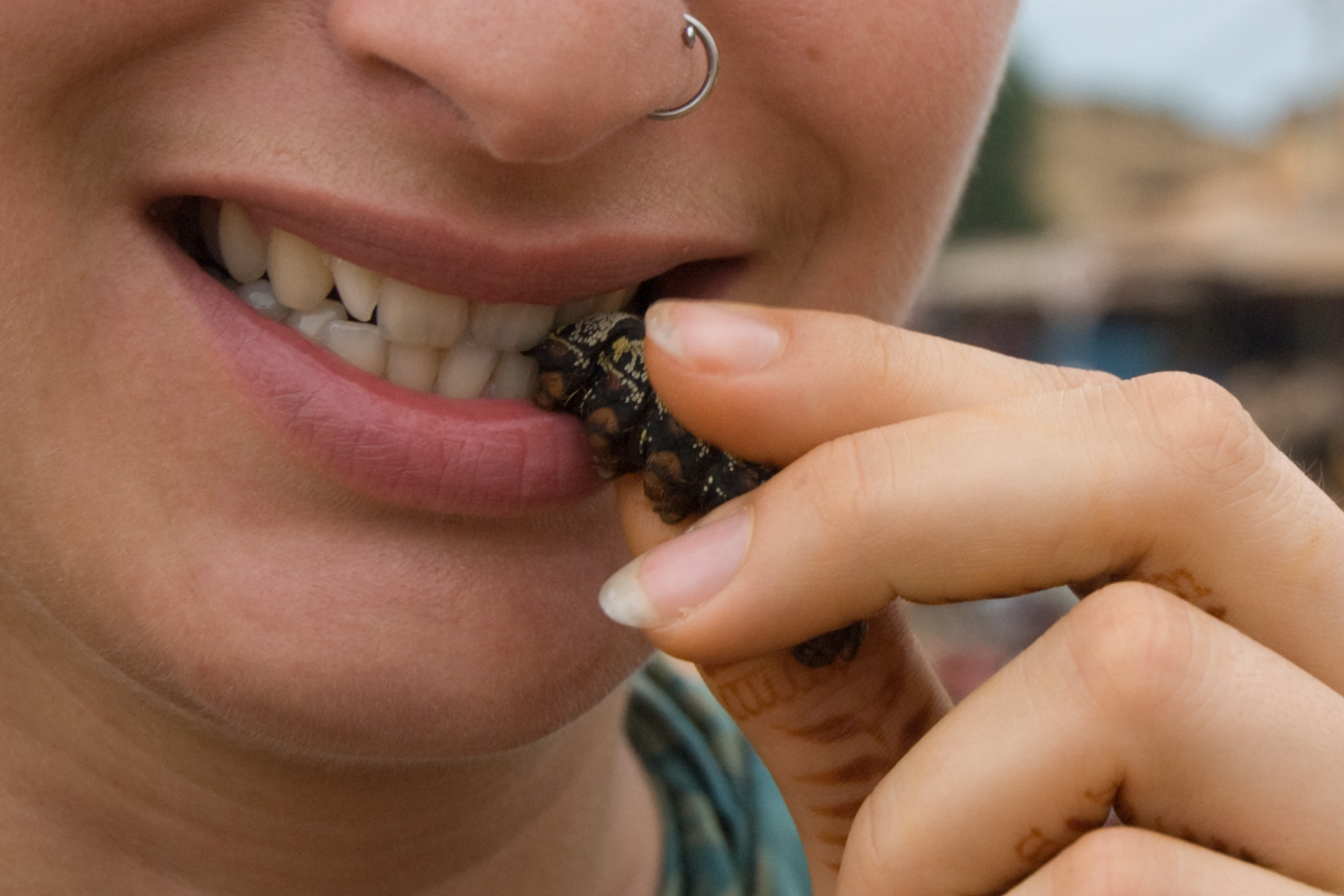
الاستهلاك البشري ليرقة سيرينا.

يجمع الجدول أدناه البيانات من دراستين نُشرتا في المراجعات الشاملة في علوم الأغذية وسلامة الأغذية ويلخص المخاطر المحتملة لأفضل خمسة أنواع من الحشرات التي يستهلكها البشر.
| رتبة الحشرات     | الاسم الشائع                   | فئة الخطر | الخطر المحتمل                             |
| ---------------- | ------------------------------ | --------- | ----------------------------------------- |
| الخنافس          | الخنفساء                       | كيميائي   | هرمونات                                   |
| الخنافس          | الخنفساء                       | كيميائي   | مواد سيانوجينية                           |
| الخنافس          | الخنفساء                       | كيميائي   | تلوث بالمعادن الثقيلة                     |
| حرشفيات الأجنحة  | دودة القز                      | حساسية    |                                           |
| حرشفيات الأجنحة  | دودة القز                      | كيميائي   | ثياميناز                                  |
| حرشفيات الأجنحة  | عثة قرص العسل Honeycomb) (moth | ميكروبي   | التعداد البكتيري عالي                     |
| حرشفيات الأجنحة  | عثة قرص العسل Honeycomb) (moth | كيميائي   | مواد سيانوجينية                           |
| غشائيات الأجنحة  | النمل                          | كيميائي   | عوامل مضادات التغذية (العفص، حمض الفيتيك) |
| مستقيمات الأجنحة | صرصور الحقل الأليف             | كيميائي   | التعداد البكتيري عالي                     |
| نصفيات الأجنحة   |                                | طفيلي     | داء شاغاس                                 |
| Diptera          | ذبابة الجندي الاسود            | طفيلي     | داء النغف                                 |

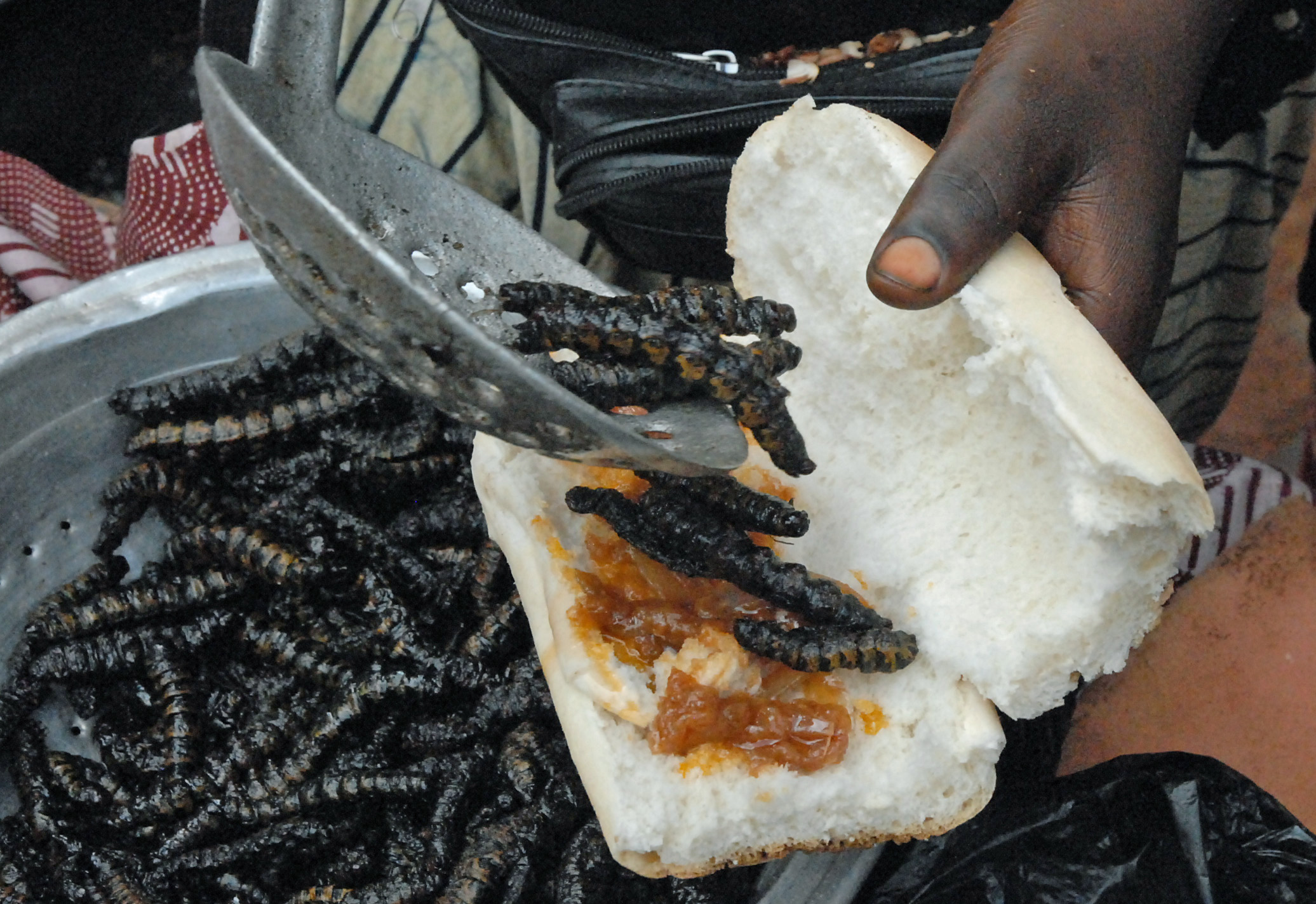
يرقات زحل المقلية تقدم على الخبز للاستهلاك البشري.

يمكن التحكم في المخاطر المحددة في الجدول أعلاه بطرق مختلفة. يمكن وضع علامات على المواد المسببة للحساسية على العبوة لتجنب استهلاكها من قبل المستهلكين المعرضين للحساسية. يمكن استخدام الزراعة الانتقائية لتقليل المخاطر الكيميائية، في حين يمكن التحكم في المخاطر الميكروبية والطفيلية من خلال عمليات الطهي. وكضمان إضافي للمستهلكين، وُضعت العلامات على الجودة من خلال برنامج Entotrust، وهو برنامج مستقل وطوعي لإصدار شهادات المنتجات للأطعمة القائمة على الحشرات، مما يسمح للمنتجين بالتواصل بشأن سلامة واستدامة أنشطتهم.

## للاستزادة
- FAO (2021): Looking at edible insects from a food safety perspective. Challenges and opportunities for the sector. Rome. doi: https://doi.org/10.4060/cb4094en
- van Huis/Tomberlin (2017). Insects As Food and Feed: From Production to Consumption. Wageningen Academic Publishers. ISBN:978-9086862962.
- Dossey, Morales-Ramos and Rojas. Insects as Sustainable Food Ingredients: Production, Processing and Food Applications. مؤرشف من الأصل في 2020-07-03. اطلع عليه بتاريخ 2018-10-24.
- Shockley and Dossey (2014). "Insects for Human Consumption". Mass Production of Beneficial Organisms: 617–652. DOI:10.1016/B978-0-12-391453-8.00018-2. ISBN:9780123914538.
- Calder, Daniel. The Dietitian's Guide to Eating Bugs 2013 ebook  نسخة محفوظة 2016-05-09 على موقع واي باك مشين.
- Dossey، Aaron (2013). "Why Insects Should Be in Your Diet". The Scientist. ج. 27: 22–23. مؤرشف من الأصل في 2017-11-11.